# Minden, Louisiana
Minden är en stad (city) i Webster Parish i delstaten Louisiana i USA. Staden hade 11 928 invånare, på en yta av 39,39 km² (2020). Minden är administrativ huvudort (parish seat) i Webster Parish.
Tyskättade Charles Veeder flyttade 1835 från Indiana till Louisiana. Han var född i delstaten New York och hans släkt kom ursprungligen från den tyska staden Minden. Därifrån tog han sedan namnet åt den stad han grundade i Louisiana.